# واسکتنا
واسکتنا (به انگلیسی: Waskatenau) یک منطقهٔ مسکونی در کانادا است که در آلبرتا واقع شده‌است. واسکتنا ۱۸۶ نفر جمعیت دارد و ۳۶۲ متر بالاتر از سطح دریا واقع شده‌است.